# 구몬촌
구몬촌(公文村)은 오카야마현 가쓰타군에 있던 촌이다. 현재의 미마사카시에 해당한다.

## 역사
- 1889년 6월 1일 - 정촌제 시행에 수반해 쇼난군 구몬촌이 발족하였다.
- 1900년 4월 1일 - 쇼난군이 쇼보쿠군과 합병해 가쓰타군이 되었다.
- 1956년 2월 1일 - 구몬촌내 아소, 이와미다는 아이다군 미마사카정에, 아오노, 시모야마, , 조덴, 나카고치가 아이다군 아이다정에 편입되었다.

## 참고문헌
- 和泉橋警察署 『新旧対照市町村一覧』第2冊（東京 ： 加藤孫次郎、1889（明22））
- 地名編纂委員会 『角川日本地名大辞典33 岡山県』（角川学芸出版、1989、ISBN 4040013301）